# 莊金池
莊金池，生於嘉義縣朴子市，臺灣企業家。日治時期服務於海野會計事務所，後創辦中源會計師事務所，先後創設福祥及建福紡織股份有限公司，1964年擔任國際發明專利中心第一任董事長，後以新台幣800萬購買洪蠣先生的免削鉛筆專利權，1967年開設百能工業股份有限公司，1969年6月成功將免削鉛筆製造研發完成。1980年辭世。